# Вивиани, Джованни Буонавентура
Джованни Буонавентура Вивиани (итал. Giovanni Buonaventura Viviani; 15 июля 1638, Флоренция — декабрь 1693, Пистоя, Тоскана) — популярный итальянский скрипач и композитор XVII века.

## Биография
Джованни Буонавентура Вивиани родился в итальянской провинции Тоскана в городе Флоренция 15 июля 1638 года.
С 1656 по 1660 год он работал скрипачом при часовне города Инсбрука. Был придворным музыкантом в доме Габсбургов — одной из наиболее могущественных монарших династий Европы.
Затем жил попеременно в нескольких итальянских городах: Венеции, Риме, Неаполе, Милане и Флоренции, где выступал в качестве солиста на скрипке и как композитор. Его музыкальная карьера была чрезвычайно успешной.
Джованни Буонавентура Вивиани скончался в 1693 году в городе Пистойя в возрасте пятидесяти пяти лет.

## Музыкальные сочинения
Оперы
- Astiage (1682)
- Scipione affricano (1678)
- Zenobia (1678)
- Le fatiche d’Ercole per Dejanire (1679)
- Mitilene, regina delle Amazzoni (1681)
- L’Elidoro, overo fingere per regnare (1686)
- La vaghezza del fato

Оратории
- La strage degli innocenti (1682)
- L’Eseguire del Redentore (1682)
- Le nozze di Tobia (1692)
- L’Abramo in Egitto
- Faraone

Инструментал
- Capricci armonici da chiesa e da camera à violino solo et sonate per tromba sola, Opera quarta (1678)[4].